# Ooencyrtus minnae
Ooencyrtus minnae är en stekelart som beskrevs av Svetlana N. Myartseva 1988. Ooencyrtus minnae ingår i släktet Ooencyrtus och familjen sköldlussteklar.
Artens utbredningsområde är Turkmenistan. Inga underarter finns listade i Catalogue of Life.